# Bettina Lisbach
Bettina Lisbach (* 26. Oktober 1964 in Karlsruhe) ist eine deutsche Politikerin (Bündnis 90/Die Grünen) und war Abgeordnete im Landtag Baden-Württemberg. Seit dem 1. Februar 2019 bekleidet sie in Karlsruhe das Amt der Bürgermeisterin für Umwelt.

## Biografie
Bettina Lisbach studierte an der Fachhochschule Nürtingen von 1985 bis 1989 Landespflege mit Abschluss als Diplom-Ingenieurin (FH) und berufsbegleitend von 1990 bis 1998 Geoökologie an der Universität Karlsruhe mit Abschluss als Diplom-Geoökologin. Nach einer Ausbildung als Softwareentwicklerin ist sie im Bereich der Nahverkehrsplanung tätig.

## Partei und Politik
Bettina Lisbach gehört der Partei Bündnis 90/Die Grünen seit 1998 an. Seit 2004 hatte sie ein Mandat im Gemeinderat von Karlsruhe inne, seit 2008 als Fraktionsvorsitzende. Bei der Landtagswahl in Baden-Württemberg 2016 errang sie ein Direktmandat (Erstmandat) im Landtagswahlkreis Karlsruhe I. Sie schied Ende April 2016 aus dem Gemeinderat in Karlsruhe aus, um ihrer Arbeit als Abgeordnete im Landtag nachgehen zu können. Ihr Landtagsmandat legte sie zum 31. Januar 2019 nieder, um das Amt der Karlsruher Bürgermeisterin für Umwelt anzutreten. Ihre Nachfolge im Landtag trat ihre Stellvertreterin Ute Leidig an.